# Буровик (футбольный клуб)
«Бурови́к» — советский футбольный клуб из Альметьевска, существовавший с 1965 по 1978 год.

## История
В 1965 году по инициативе М. Г. Сабирова был основан ФК «Буровик». В 1966 году команда заняла первое место в чемпионате ТАССР и пробилась в Класс «Б» СССР, где и выступала до 1970 года. В 1971 году решением федерации футбола СССР класс «Б», как футбольная лига, был ликвидирован, «Буровик» вернулся в первенство ТАССР. За период с 1974 по 1978 год команде не удалось показать хороших результатов, что привело к её расформированию.

## Статистика выступлений
| Сезон | Лига                         | Место | Кубок                  | Тренер                                |
| ----- | ---------------------------- | ----- | ---------------------- | ------------------------------------- |
| 1966  | Чемпионат ТАССР              | 1     | —                      | Энгельс Болотов                       |
| 1967  | Класс Б СССР, РСФСР 5-я зона | 16    | 1/8 зоны 5             | Энгельс Болотов                       |
| 1968  | Класс Б СССР, РСФСР 5-я зона | 18    | 1/16 зоны 5 (аннулир.) | Энгельс Болотов                       |
| 1969  | Класс Б СССР, РСФСР 5-я зона | 13    | —                      | Энгельс Болотов / Владимир Никаноров  |
| 1970  | Класс Б СССР, РСФСР 3-я зона | 9     | —                      |                                       |
| 1971  | Чемпионат ТАССР              | ?     | —                      | Владимир Никаноров                    |
| 1972  | Чемпионат ТАССР              | ?     | —                      | Владимир Никаноров                    |
| 1973  | Чемпионат ТАССР              | ?     | —                      | Владимир Никаноров                    |
| 1974  | Чемпионат ТАССР              | ?     | —                      | Владимир Никаноров / Александр Маслов |
| 1975  | Чемпионат ТАССР              | ?     | —                      | Александр Маслов                      |
| 1976  | Чемпионат ТАССР              | ?     | —                      | Александр Маслов                      |
| 1977  | Чемпионат ТАССР              | ?     | —                      | Александр Маслов                      |
| 1978  | Чемпионат ТАССР              | ?     | —                      | Александр Маслов                      |